# 건암서원
건암서원(建巖書院)은 대한민국 충청남도 서천군 문산면 지원리 명곡마을에 위치했던 조선 시대의 서원이다. 1662년에 창건되었으며, 명곡 이산보(李山甫), 의병장 조헌(趙憲), 풍옥헌 조수륜(趙守倫), 청강 조속(趙涑)의 위패를 모셨다가 서원철폐령으로 철폐되었다.